# Therese Seidel
Therese Fischer-Seidel (* 1942 in Aschaffenburg) ist eine deutsche Anglistin.

## Leben
Sie studierte Anglistik, Germanistik und Philosophie in Frankfurt am Main und in London (Staatsexamen 1968, Promotion 1973). 1994 folgte sie der Berufung auf den Lehrstuhl für Neuere Anglistik in Düsseldorf.
Ihre Forschungsschwerpunkte sind Moderne, Gattungstheorie (Drama, Roman), Intertextualität, anglo-irische Literatur, gender studies und Wahrnehmung.

## Schriften (Auswahl)
- Bewußtseinsdarstellung im Werk von James Joyce. Von Dubliners zu Ulysses. Frankfurt am Main 1973, ISBN 3-7610-1010-9.
- Mythenparodie im modernen englischen und amerikanischen Drama. Tradition und Kommunikation bei Tennessee Williams, Edward Albee, Samuel Beckett und Harold Pinter. Heidelberg 1986, ISBN 3-533-03591-3.
- mit Susanne Peters und Alex Potts (Hrsg.): Perception and the Senses – Sinneswahrnehmung. Tübingen 2004, ISBN 3-7720-8040-5.
- mit Marion Fries-Dieckmann (Hrsg.): Der unbekannte Beckett. Samuel Beckett und die deutsche Kultur. Frankfurt am Main 2005, ISBN 3-518-45674-1.